# Великоперевізька сільська рада
Великоперевізька сільська рада — колишній орган місцевого самоврядування у Шишацькому районі Полтавської області з центром у селі Великий Перевіз.

## Населені пункти
Сільраді були підпорядковані населені пункти:
c. Великий Перевіз
с. Пелагеївка
с. Першотравневе
с. Самари